# Gavia concinna
Gavia concinna je prapovijesna vrsta ptice koja je pripadala redu plijenora. Živjela je u kasnom miocenu i ranom pliocenu na zapadu i istoku SAD-a. Poznata je prema lubanji i kostima udova. Dosta sliči pacifičkom i velikom plijenoru. Smatrana je mogućim mlađim sinonimom za vrstu "Gavia" portisi